# Mpho Andrea Tutu
Pour les articles homonymes, voir Tutu (homonymie).
Mpho Andrea Tutu, née en 1963 à Londres, est une essayiste et prêtre anglicane sud-africaine. Fille de Desmond Tutu (1931-2021), elle est une militante des droits de l'homme, y compris des droits LGBT.

## Biographie
Fille de Desmond Tutu et de son épouse Normalizo Leah Shenxane, elle est née en 1963 à Londres. Comme ses trois frères et sœurs, Trevor Thamsanqa Tutu, Theresa Thandeka Tutu et Naomi Nontombi, elle est scolarisée à l'école de Waterford-Kamhlaba, au Swaziland.
Après avoir étudié aux États-Unis, Mpho Andrea Tutu a été ordonnée prêtre de l'Église épiscopalienne par son père en 2004 et elle est depuis pasteure de cette église. Elle est une militante des droits de l'homme, s'occupant des actions en Afrique du Sud et aux États-Unis. Elle travaille avec les enfants vulnérables à Worcester aux États-Unis, à la réhabilitation des victimes de viol à Grahamstown en Afrique du Sud et avec les réfugiés à New York. Elle est également directrice de l'Institut Tutu pour la prière et le pèlerinage.
Mpho Tutu écrit avec son père Desmond Tutu Made for Goodness: And Why This Makes All the Difference, un livre fondé sur la conviction que tous les gens sont fondamentalement bons et que c'est par la diffusion du message de paix et de bonne volonté que des changements peuvent être apportés. 
Elle participe au Sommet de la Paix à Vancouver organisé par Victor Chan et le Centre dalaï-lama pour la paix et l'éducation du 27 au 29 septembre 2009  avec le 14e dalaï-lama, Maria Shriver, Matthieu Ricard, Mary Robinson, Stephen Covey, Mairead Maguire, Betty Williams, Jody Williams, Murray Gell-Mann, le Blue Man Group, Kim Campbell et Eckhart Tolle, un événement qui eut lieu au Chan Centre for the Performing Arts (en) et à l'Orpheum (en) et réuni 5 000 personnes,.
Elle se marie en janvier 2016 aux Pays-Bas avec une pédiatre et universitaire néerlandaise nommée Marceline van Furth, ce qui provoque la fin de son ministère dans l'Église anglicane d'Afrique du Sud qui refuse le mariage entre partenaires du même genre,. Elle est accueillie comme pasteure par l'Église épiscopale américaine et co-fondatrice de la mission épiscopalienne à Amsterdam où elle exerce son ministère.